# Andrés Quintana Roo
Andrés Eligio Quintana Roo (Mérida, 1787. november 30. – Mexikóváros, 1851. április 15.) ügyvéd, költő, politikus és mexikói függetlenségi harcos.

## Fiatal évei
1787-ben született a mai Yucatán állam fővárosában, Méridában José Matías Quintana és María Ana Roo gyermekeként. 1807-ben végezte el a helyi Seminario Conciliar de San Ildefonso iskolát, majd 1808-tól a Real y Pontificia Universidad de México egyetemen jogot tanult. Ügyvédgyakornokként Agustín Fernández de San Salvador irodájában dolgozott, aki az egyetem rektora volt, és az árva Leona Vicario nagybátyja és gyámja.

## A függetlenségi háborúban
San Salvador irodájában ismerte meg Ignacio López Rayónt, akivel 1812-ben gyűlést tartottak Rayón szülőfalujában, a mai Michoacán államban található Tlalpujahuában, melyen részt vett irodájának két munkatársa, Manuel Fernández de San Salvador és José Ignacio Aguado is, és melyen elhatározták, jogi szaktudásukat a függetlenségért felkeltek rendelkezésére bocsátják. Leona Vicariótól pedig információkat, fegyvereket, töltényeket, élelmiszert, ruhát, gyógyszert és még egy nyomdát is kaptak.
1813-ig Quintana Roo a függetlenségi sajtó munkatársaként dolgozott: először az Ilustrador Americanónál, majd megalapította a Semanario Patriótico Americano című lapot. Az őt támogató Leona Vicariót azonban leleplezték és elfogták, javait elkobozták. Miután sikerült megszöknie, egy táborban feleségül ment Quintana Roóhoz.

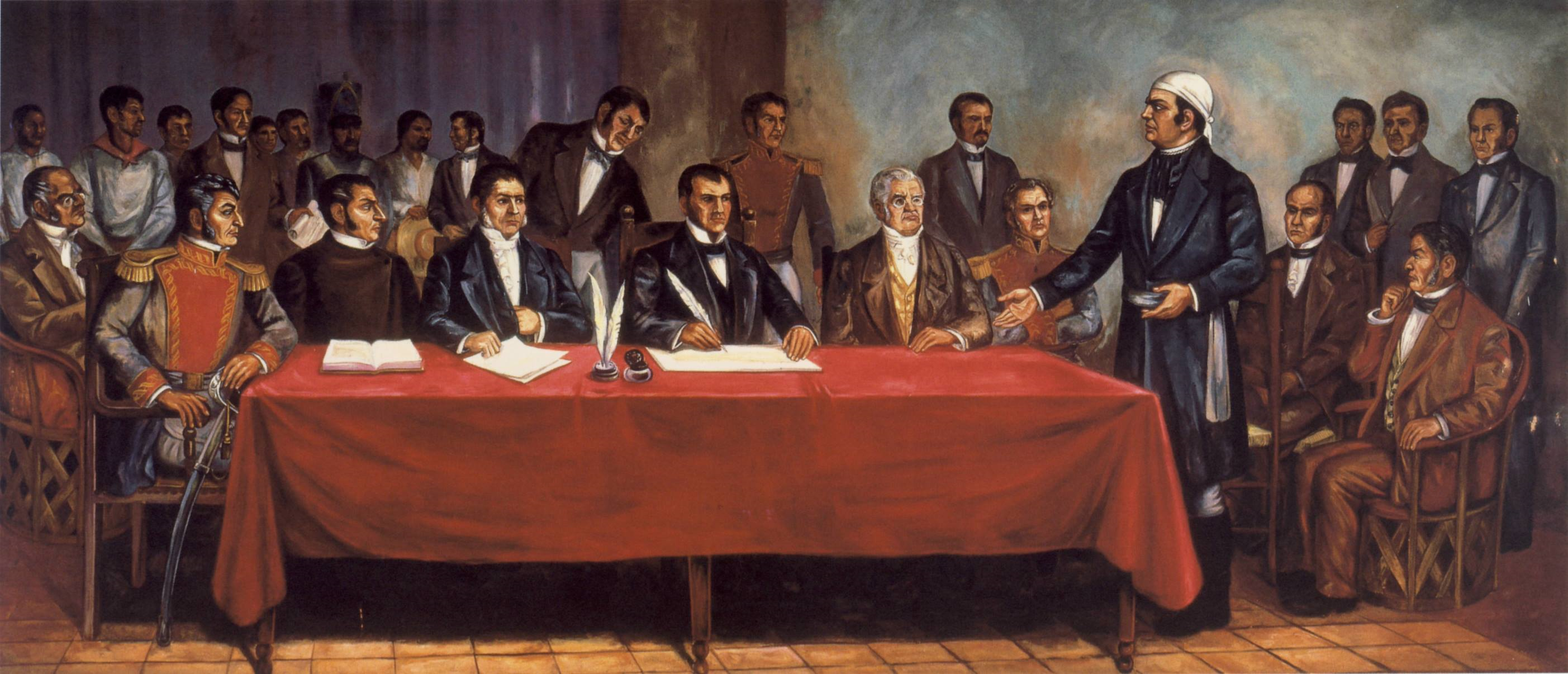
A függetlenségi nyilatkozat aláírása a Chilpancingói Kongresszuson

Az 1813 szeptemberében kezdődő Chilpancingói Kongresszuson ismerte meg José María Morelos y Pavónt is, majd ugyanitt később annak az alkotmányozó nemzetgyűlésnak az elnöke volt, ahol november 6-án kikiáltották Mexikó (Észak-Amerika) függetlenségét. A függetlenség kikiáltásának megismertetésének érdekében egy kiáltványt is írt a nemzethez, Manifiesto a la Nación címmel. 1814-ben részt vett az apatzingáni alkotmány (Constitución de Apatzingán, vagy Decreto Constitucional para la Libertad de la América Mexicana) megszerkesztésében, bár annak október 22-i kikiáltásakor személyesen nem volt jelen.
Morelos 1815-ös elfogása után Quintana Roo feleségével a déli országrészben bújkált, még barlangokban is meghúzódtak. Hamarosan megszületett első gyermekük, egy Genoveva nevű leány. 1818 márciusában amnesztiában részesültek, „mindössze” száműzetésre ítélték őket, ennek ellenére sikerült elérniük, hogy Tolucában telepedhessenek le. Itt szegénységben, nyomorúságban tengették napjaikat.

## Képviselőként
1820-ban szerezte meg jogi végzettségét, majd csatlakozott a Real Colegio de Abogados ügyvédszervezethez. A függetlenség beteljesülését követően az első törvényhozó testület, a Congreso General képviselője lett. Ágoston császársága idején kapcsolatokért felelős altitkár volt (1822. augusztus 11-től 1823. február 22-ig), de miután kifejezte egyet nem értését a kormányzattal, elbocsátották.

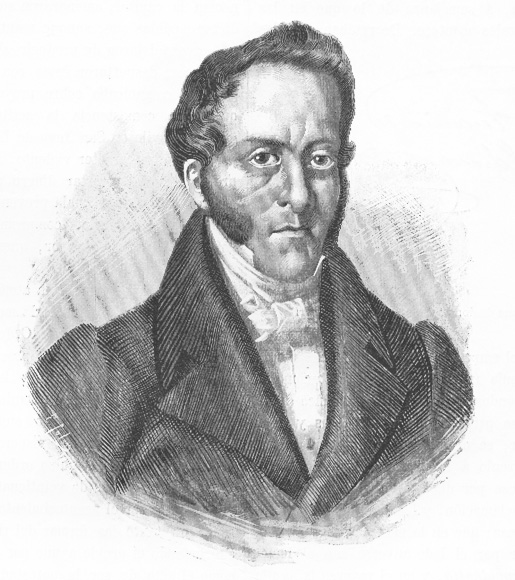
Manuel Gómez Pedraza, Quintana Roo pártjának elnöke

Ágoston bukása után Quintana Roót Mexikó londoni követének választották, de nem vállalta el a tisztséget. Ezekben az időkben Manuel Gómez Pedraza későbbi államelnök párjának tagja volt, és az Ágoston lemondása után kinevezett kongresszus, majd 1827-ben az alkotmányozó kongresszus képviselőjeként is tevékenykedett. Manuel Crescencio García Rejónnal együtt részt vett a Mexikói–amerikai Barátsági és Kereskedelmi Egyezmény megalkotásában, melynek értelmében Joel Roberts Poinsett nagykövet elismerte az Adams–Onís-egyezmény által 1819-ben rögzített határokat.
1831-ben és 1832-ben a Képviselőház elnöke volt és Vicente Guerrero kormányképtelenné nyilvánítása ellen foglalt állást. Itt is és újságjának, az El Federalista Mexicanónak a hasábjain is követelte a pártelnökét, Pedrazát érő rossz bánásmód felelőseinek, Anastasio Bustamentének és Guerra José Antonio Faciónak megbüntetését.
Később a Legfelsőbb Bíróság tagjává is választották: emellett a tisztsége mellett kisebb megszakításokkal egészen haláláig kitartott.
Amikor 1833 októberében Antonio López de Santa Anna vereséget mért Bustamante korábbi elnökre, Quintana Roót az igazságüggyel és az egyházi ügyekkel foglalkozó minisztérium élére nevezték ki. Ekkoriban két újabb újság, az El Correo de la Federación és a Diario de México munkatársa is volt. Élesen bírálta az egyház politikai szerepvállalását: kiadott egy körlevelet is, melyben az állam és az egyház szétválasztása és az egyház politikai részvételének tiltása szerepelt. Ezen körlevél alapján adták ki 1833. november 3-án azt a rendeletet, melyben megszüntették a kanonoki állásokat, kimondva, hogy ezek ellátása az alkotmányt és a nemzet jogait sérti. Quintana Roo további két rendeletet adott ki ez idő tájt: ezekben eltörölte a civilek egyházi adófizetési kötelezettségét és hozzájárulási kötelezettségüket a szerzetesi fogadalmak teljesítéséhez. Amikor Santa Anna ismét államelnök lett és visszavonta ezeket az intézkedéseket, Quintana Roo lemondott.

## Lemondása után
Az 1838-ban kitört „cukrászdaháború” idején feleségével együtt minden vagyonukat hazájuk javára ajánlották fel. A texasi háború után pedig visszatért szülőföldjére, Yucatánba, hogy szembeszálljon az ottani szeparatista törekvésekkel. 1841. november 4-én Santa Anna tábornok a Yucatán-félsziget megbízottjává tette azzal a feladattal, hogy intézkedjen a Mexikóval való újraegyesülés érdekében. A helyi kormányzó három kiemelkedő emberét jelölte meg tárgyalópartnerül. Létre is jött egy első megállapodás, mely magában hordozta a konfliktus végső megoldásának lehetőségét. Mikor Quintana Roo visszatért Mexikóba, a Yucatánnal szövetséges és Mexikó által el nem ismert texasi kormány egy korvettje foglyul ejtette. Kiszabadítása után az incidens miatt Santa Anna felrúgta a Yucatánnal kötött egyezményt és katonai erőket készített elő, hogy bevonuljon a félszigetre. 1842. március 19-én ezért Quintana Roo egy kiáltványt tett közzé, melyben a helyzet tisztázását sürgette, de ez egyik fél tetszését sem nyerte el.
Utolsó éveiben a legfelsőbb bíróságon dolgozott, emellett akadémikusként és újságíróként tevékenykedett, alelnöke volt a Instituto Mexicano de Ciencias, Literatura y Artes nevű tudományos, irodalmi és művészeti intézetnek és első elnöke az 1836-ban egykori pártfogoltja, Guillermo Prieto által alapított Academia de Letránnak.
1851-ben halt meg Mexikóvárosban, 9 évvel felesége halála után. Hamvaikat 1900-ban a Rotonda de las Personas Ilustresbe költöztették, 1925-ben pedig a Függetlenség-emlékmű alá helyezték át. Az ország kongresszusának dicsőségfalára arany betűkkel vésték fel nevét, és Mexikó legkeletebbi tagállamát az ő tiszteletére nevezték el Quintana Roónak.